# 暴风 (电影)
《暴风》是部改编自小说《秘密交通站》，由陈嘉上執導，陈伟霆、王千源等主演的战谍电影。电影于2021年5月17日在广东汕头市开机，6月30日杀青。。2023年4月14日在中国以三种语言（普通话，粤语，潮汕话)上映。

## 劇情
山河动荡的1931年，陈家栋与到汕头寻找神秘交通站的王历文街头重聚，二人是多年前的结拜兄弟。但几番联手，却深陷四面埋伏的危机中，他们不得不重新审视彼此的身份。

## 演員

### 领衔主演
- 陈伟霆 饰 陈家栋，汕头本地人，身兼多职的特工
- 王千源 饰 王厉文，特派汕头地区的特务

### 主演
- 王龙正 饰 江河，经验老道的劳模特工
- 王紫璇 饰 竹君
- 田小洁 饰 虎牙
- 钱波 饰 罗宽，警察厅局长
- 董钒 饰 赛云，茶楼里的端茶妹
- 马克 饰 刺仔，拉车夫
- 纪焕博 饰 平头，警察

### 特别出演
- 尹正 饰 十二少

## 电影歌曲
| 曲別   | 歌名     | 作曲   | 作詞   | 主唱   |
| ------ | -------- | ------ | ------ | ------ |
| 主題曲 | 《暴风》 | 张家诚 | 陈少琪 | 陈伟霆 |

## 外部連結
- 电影暴风的微博 （页面存档备份，存于）
- 豆瓣电影上《暴风》的資料 （简体中文）
- 互联网电影数据库（IMDb）上《暴風》的资料（英文）